# Grupo de Operações de Socorro Tático
O Grupo de Operações de Socorro Tático (GOST) é uma Unidade de Busca e Salvamento do Corpo de Bombeiros do Paraná, composto de bombeiros especialmente treinados para atuarem em situações emergenciais que exijam equipamentos e técnicas especiais.

## Histórico
A primeira unidade de Busca e Salvamento (do inglês: Search And Rescue) do Corpo de Bombeiros do Paraná possui origem no trágico acidente que vitimou dois soldados do fogo em 1949.
No dia 06 de Junho de 1949 um funcionário da extinta Companhia de Força e Luz acidentou-se e ficou preso à rede elétrica da Rua Dr. Muricy, esquina com a Cândido Lopes. Nessa ocorrência os soldados bombeiros, Jaime Rodrigues da Rocha e Sebastião Francisco Correia, tentaram socorrê-lo, mas foram mortos eletrocutados.
Até então o treinamento do Corpo de Bombeiros estava prioritariamente voltado para o combate a incêndios e essa ocorrência serviu para que a corporação repensasse seus procedimentos. A comoção gerada fez com que a partir dessa data passassem a ser adquiridos variados equipamentos de proteção individual - EPI (vestimentas de proteção contra abelhas, equipamento de respiração autônoma, roupa para mergulho, etc.). Dentre os quais, botas, luvas, capas Mefisto e capacetes Merryweather, tudo com isolamento elétrico, distribuídos em 1951, adquiridos na Inglaterra.

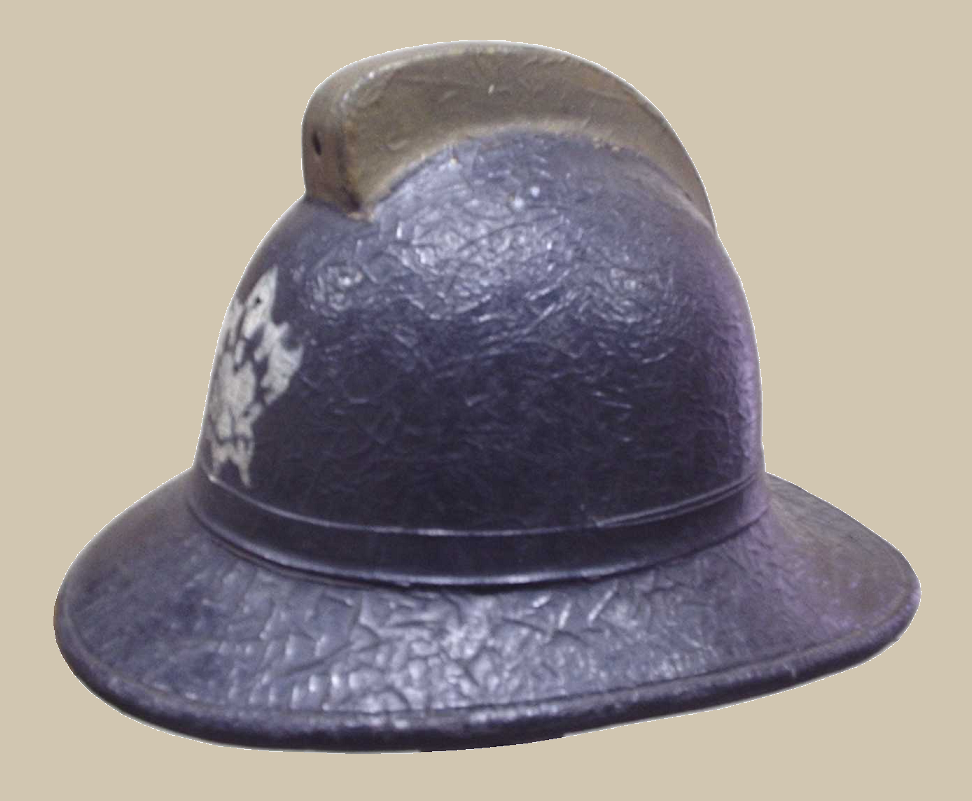
Capacete Merryweather, modelo nº 8.

E em 01 de Março de 1956 foi criado o Serviço de Salvamento e Proteção (SSP), com a missão de dar atendimento a ocorrências que exigissem pessoal e equipamentos especializados; tais como: salvamentos em telhados, desabamentos, escavações, inundações, afogamentos, ambientes gasados, acidentes de trânsito, eletrocussões, resgate de montanhistas, de pessoas enclausuradas em elevadores ou perdidas em matas, de animais, etc. Bem como, dar apoio aos Grupamentos de Fogo, no combate a incêndios, e ao Grupamento de Guarda Vidas, no período de veraneio.
Na década de 1960 o SSP passou a ser designado como Grupamento de Serviços Auxiliares. E em 1976 esse grupamento foi reunido ao Grupamento de Guarda Vidas; formando o Grupamento de Busca e Salvamento (GBS).
Em 1994 o GBS foi dissolvido e o efetivo usado para complementar outros Grupamentos de Bombeiros inseridos na época. O objetivo era constituir Seções de Busca e Salvamento em todos os grupamentos e subgrupamentos, tornando-os operacionalmente autônomos. Esse projeto não prosperou, e em 2006 foi ativado o Grupo de Operações de Socorro Tático (GOST), oficializado pelo Governo do Estado em outubro de 2010.

### Área de atuação do GOST
O GOST está capacitado a atuar em todo o território do Estado do Paraná, tendo atuado nos municípios de Curitiba, Cascavel, Prudentópolis, Paranaguá, Morretes, Sengés, Rio Negro, Araucária, Campo Largo, Tijucas do Sul, Campina Grande do Sul, Quatro Barras, Piraquara, São José dos Pinhais, Almirante Tamandaré, Lapa e  Balsa Nova; no atendimento a buscas de pessoas em meio líquido, buscas terrestres e vendavais, enchentes e outras ocorrências típicas de serviços de bombeiros.
- Em 2008 foi também empregado fora do Estado, participando  no resgate de vítimas de alagamentos em Santa Catarina.

- Em 2009 na busca de vítimas devido ao rompimento da Barragem de Algodões no Piauí.

- Em 2010 foi novamente acionado para servir de ponta-de-lança da tropa enviada para auxílio ao município de Sengés, que se encontrava em estado de calamidade devido a enchentes que destruíram os acessos por rodovias e das telecomunicações, ao acessar o local, além de providenciar a busca das cinco vítimas. Providenciou também o acesso às equipes de manutenção para reestabelecimento do contato telefônico com município.

- Em 2011 atuou em apoio ao 8º Grupamento de Bombeiros em resposta à calamidade que deixou comunidades dos municípios da planície litorânea isolados. Também neste ano atuou na calamidade que atingiu a cidade de Cerro Azul, em apoio ao 7º Grupamento de Bombeiros, sendo responsável pelo acesso a comunidades que ficaram isoladas pela queda de pontes sobre o Rio Ribeira.
- Em 2014 atuou na segurança dos jogos da Copa do Mundo FIFA de 2014 que aconteceram na cidade de Curitiba.

## Escudodo GOST
- Escudo vermelho - cor que representa a intrepidez das ações, com chefe em negro com o as letras GOST (iniciais de Grupo de Operações de Socorro Tático).

Sobrepostos ao escudo os seguintes símbolos:
- Rosa dos ventos em prata - representando as ações executadas de forma planejada;
- O raio negro - representando a ação rápida e direcionada;
- A cruz dourada - representando a vida, como bem mais precioso a ser salva-guardado.

Acima do escudo se utiliza a tarja com as letras CCB, representando a subordinação do GOST ao Comando do Corpo de Bombeiros.

## Missão do GOST
A missão do GOST é atuar em operações de:
- Busca e salvamento em ambiente de floresta;
- Busca e salvamento em ambiente de montanha;
- Busca e salvamento aquático;
- Operações de defesa civil;
- Apoio às OBMs em grandes incêndios urbanos, industriais e florestais;
- Operações aéro-táticas;
- Mapeamento de áreas de risco;
- Apoio a OPMs (Organização de Polícia Militar) no cumprimento de suas missões em atividades correlatas às do Corpo de Bombeiros;
- Apoio a outros órgãos;
- Operações especiais a critério do Comando do Corpo de Bombeiros.

## Estrutura do GOST

### Composição
O GOST é comandado por um oficial superior (Major), designado pelo Comando do Corpo de Bombeiros, tendo como sub-comandante um oficial intermediário (Capitão) possuindo ainda em sua estrutura duas Seções distintas comandadas por oficiais subalternos (1º Tenente).
A primeira seção é a de Operações Terrestre e a segunda de Operações Aquáticas. Cada uma dessas seções possui Grupos de Operações, sendo compostos cada um dos quatro GOT (Grupo de Operações Terrestres) ou dos três GOA (Grupo de Operações Aquáticas), por:
- Um Sargento;
- Um Cabo;
- Dois Soldados.

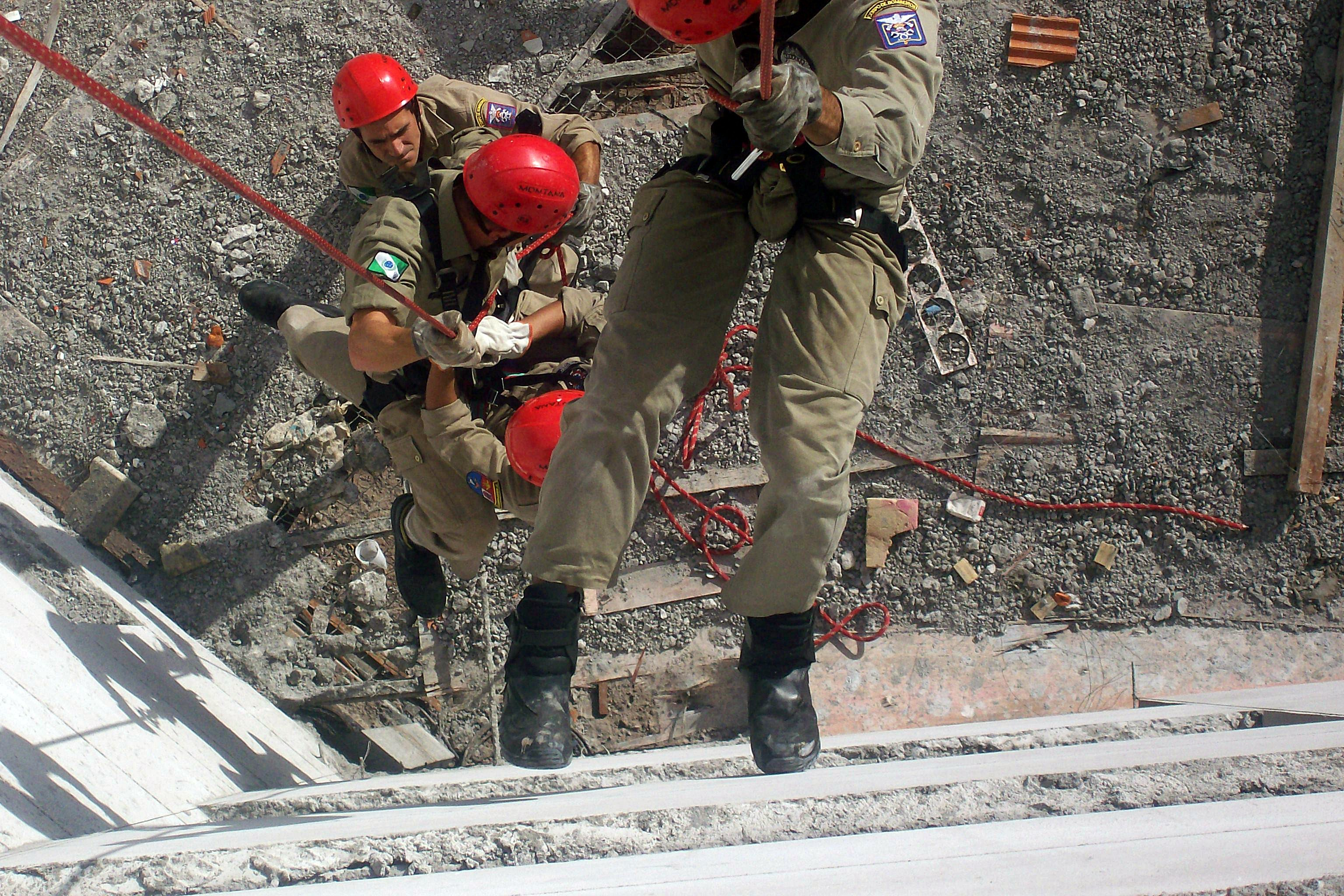
Treinamento em ambientes verticais (rapel).

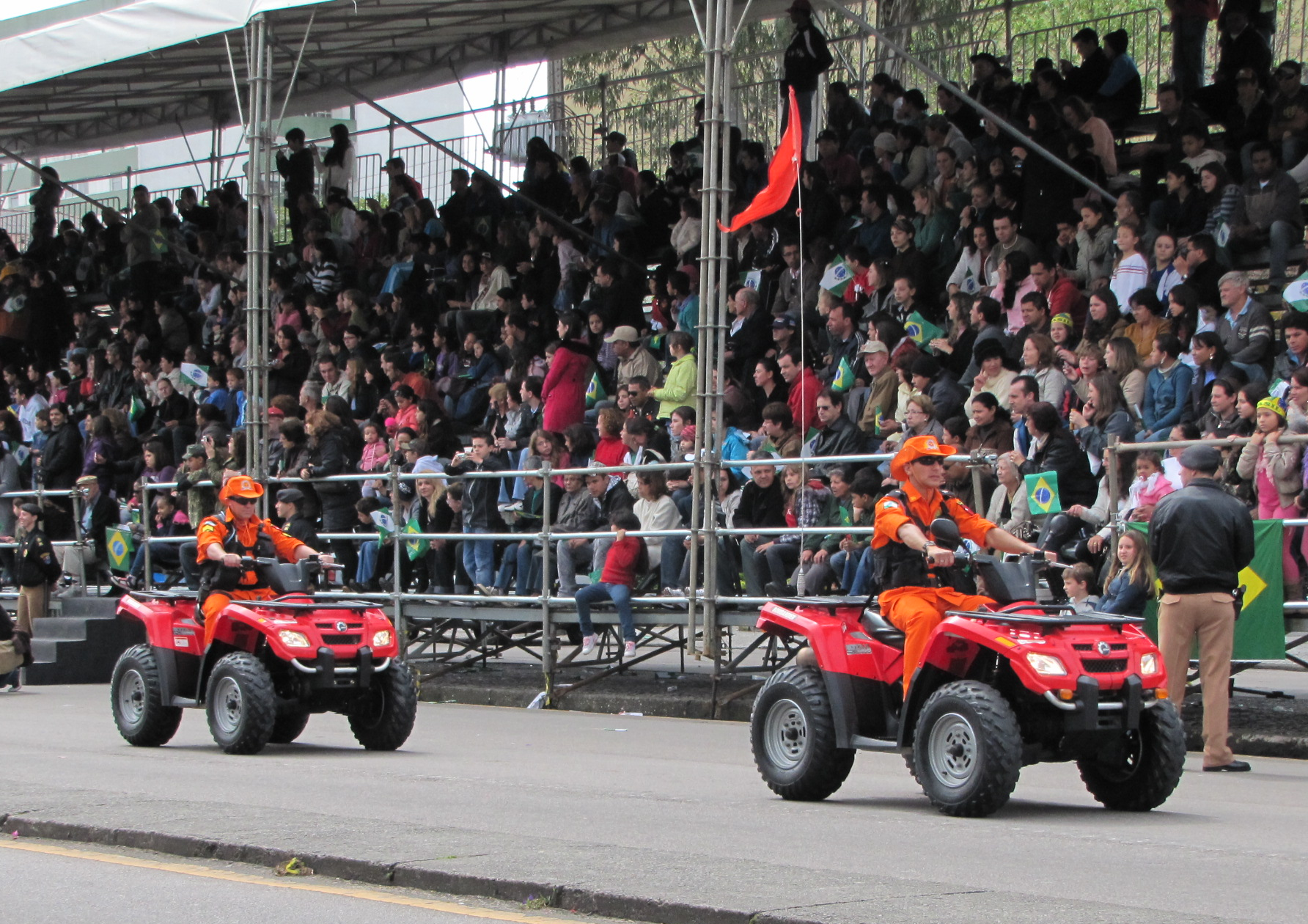
Quadriciclos do CCB/PMPR.

Obs.: O quarto GOT é o responsável pela Cinotecnia de Busca.

### Formação
- Socorrista;
- Orientação;
- Condutor de viatura operacional;
- Condutor de embarcação;
- Manuseio de produtos perigosos;
- Combate a incêndios em vegetação;
- Busca e Resgate em Estruturas Colapsadas;
- Cinotecnia de Busca.

### Habilitação
- Montanhismo;
- Mergulho;
- Rádio comunicação;
- Trabalho em ambiente vertical;
- Técnicas de sobrevivência;
- Cinotecnia;
- Atendimento pré-hospitalar;
- Salvamento aquático.

### Uniformes do GOST
Como o antigo Grupamento de Busca e Salvamento (GBS), o GOST usa uniformes na cor laranja, a cor internacionalmente utilizada em operações de buscas e salvamentos, entretanto em operações utilizam uniformes e Equipamentos de Proteção Individual (EPIs) adequados à ocorrência.

### Viaturas e equipamentos do GOST
O GOST atua com viaturas tipo picape 4X4; embarcações motor de casco flexível e rígido; botes para rafting, dukcs e moto-aquáticas.
Possui além dos equipamentos comuns de mergulho autônomo, equipamentos de fonia sub-aquática; roupas semi-secas para mergulho em baixas temperaturas; equipamentos de trabalho em ambiente vertical, e de montanhismo, etc...
Possui ainda cães das raças pastor-alemão e labrador para busca de pessoas em ambiente de vegetação e escombros, e da raça bloodhound para rastreio de pessoas em trilhas e ambiente de mata e montanha.

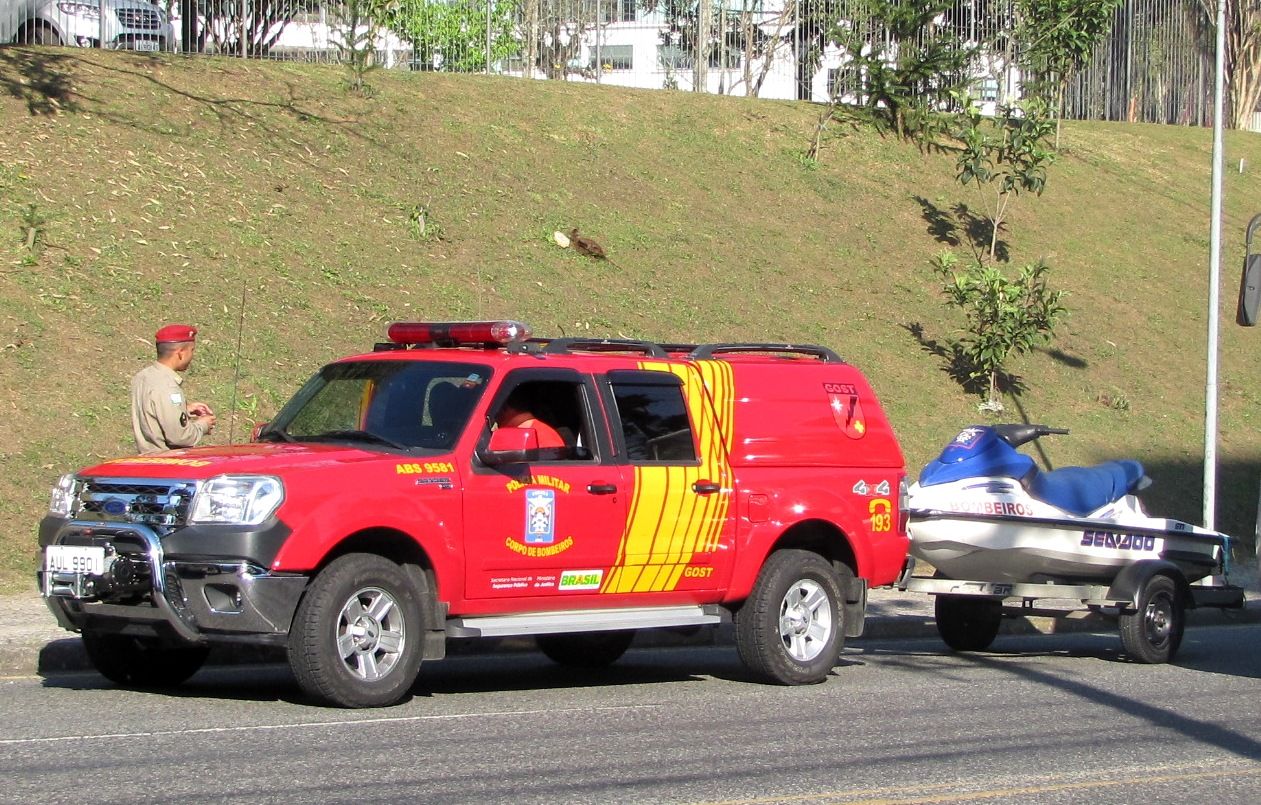
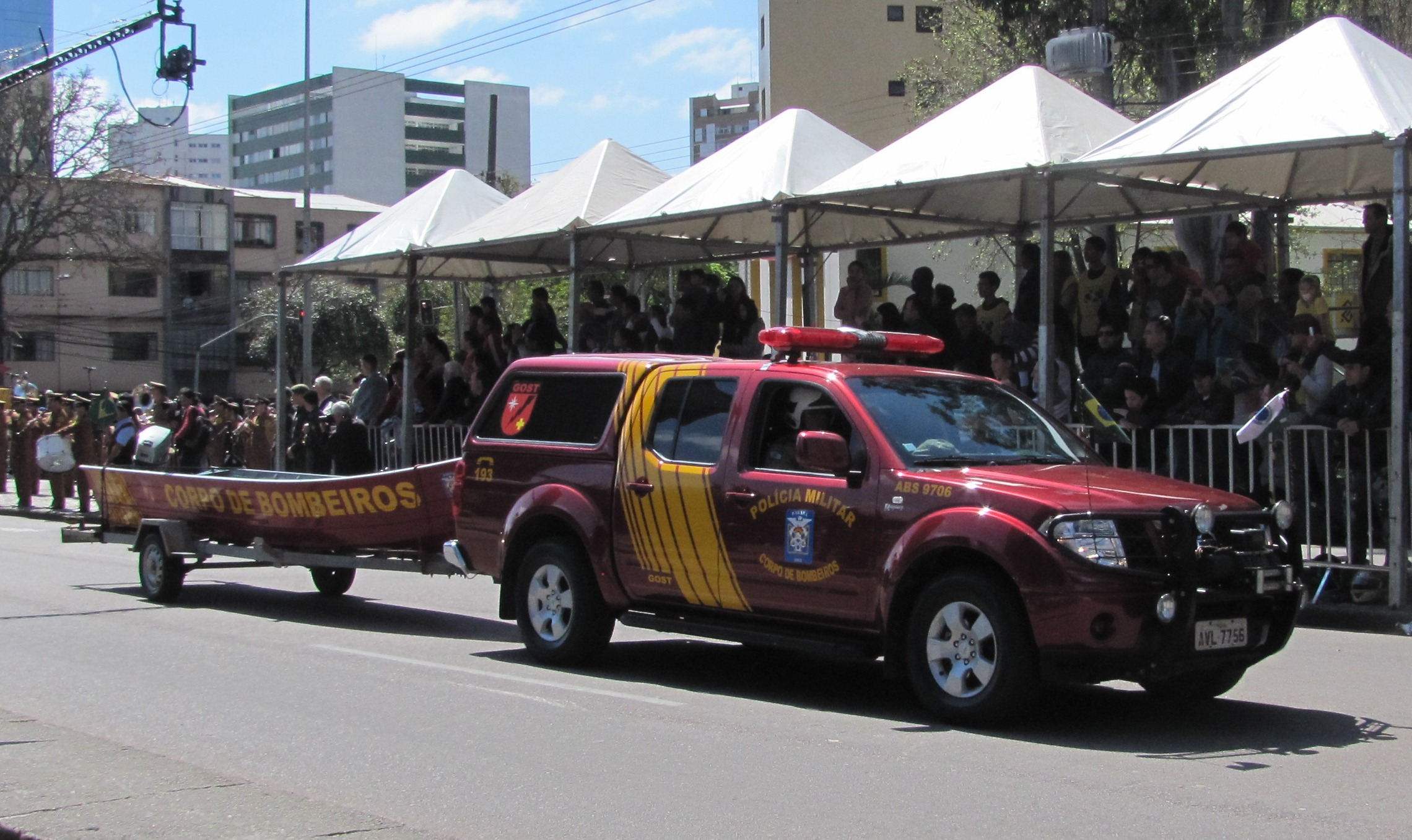
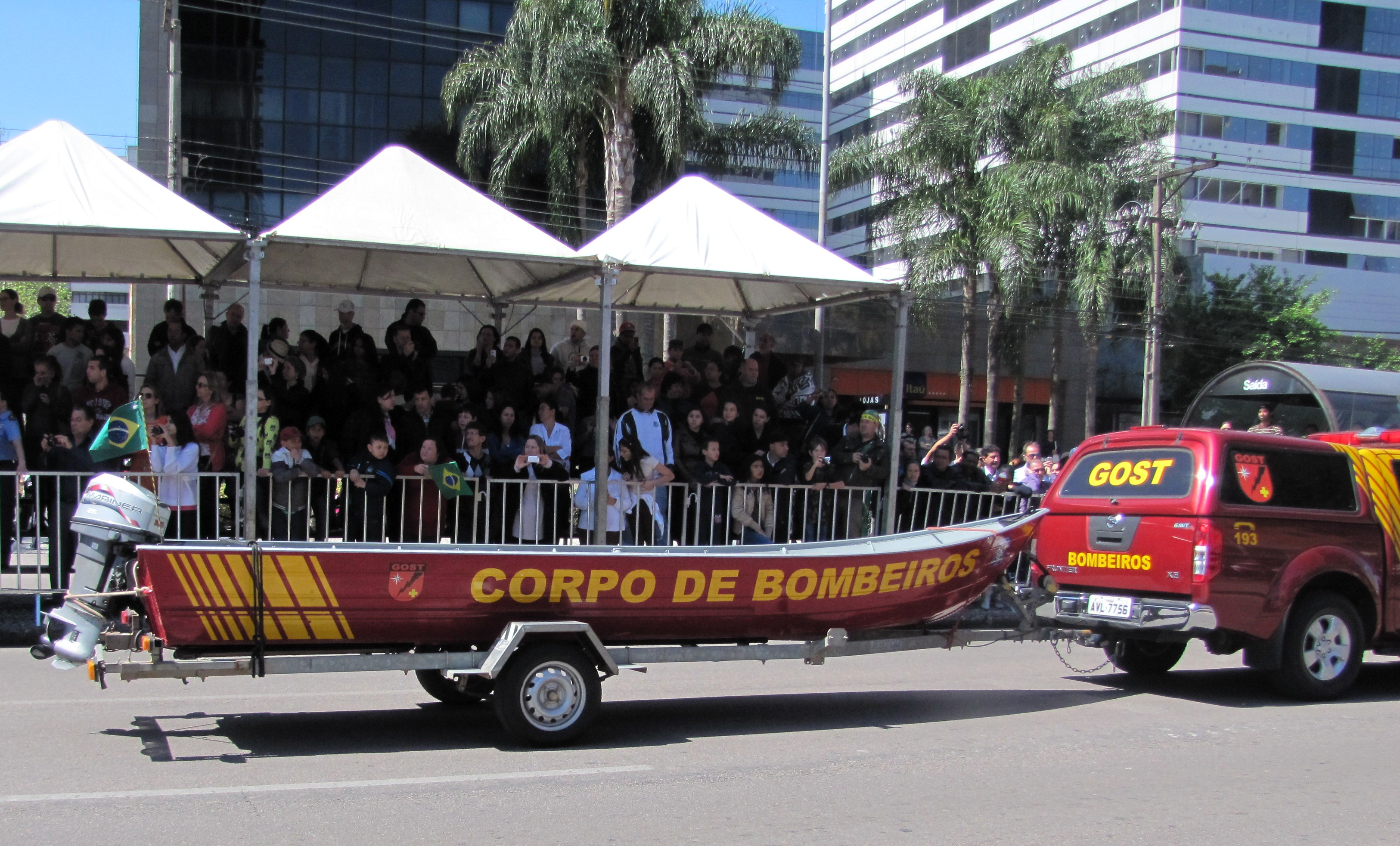
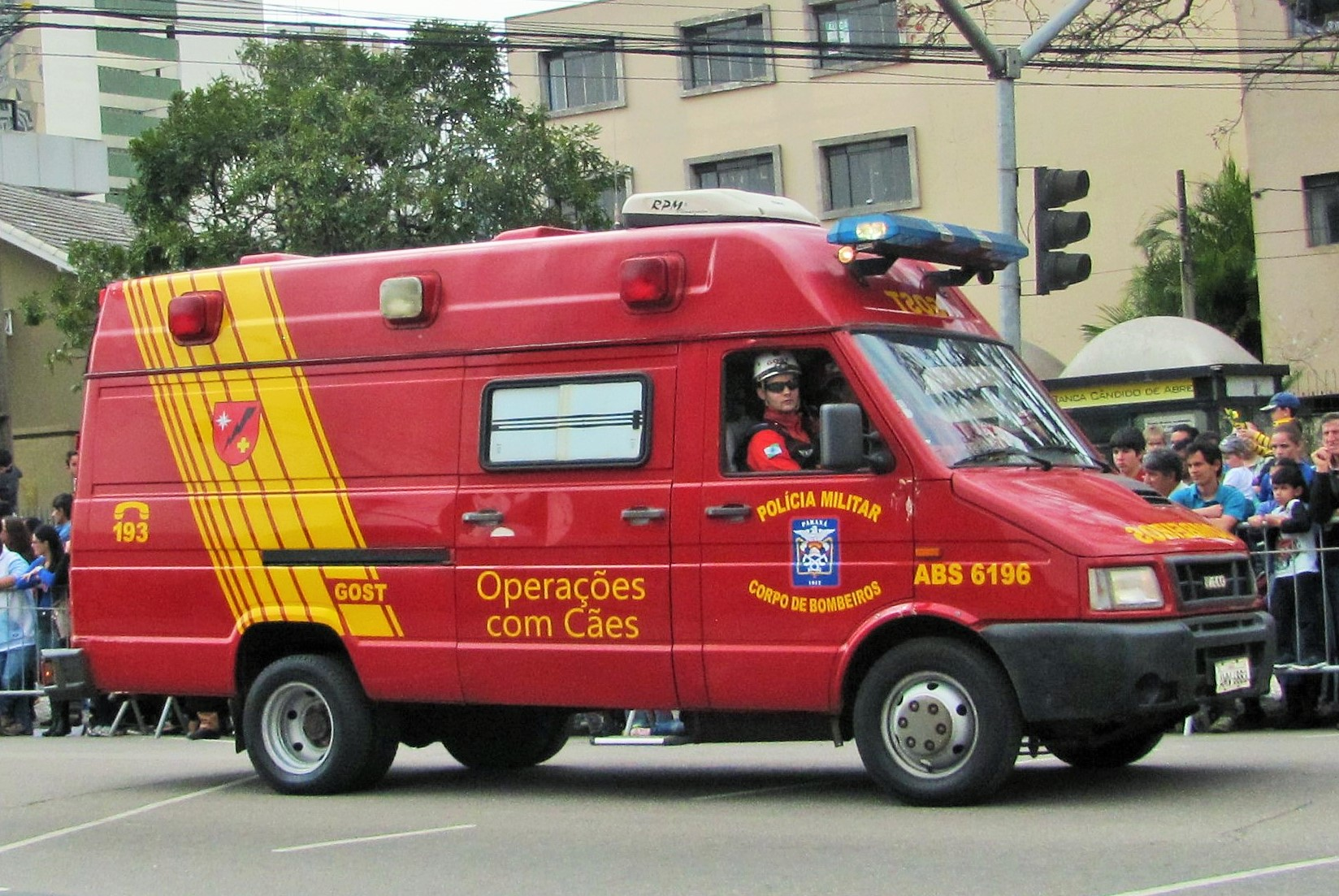
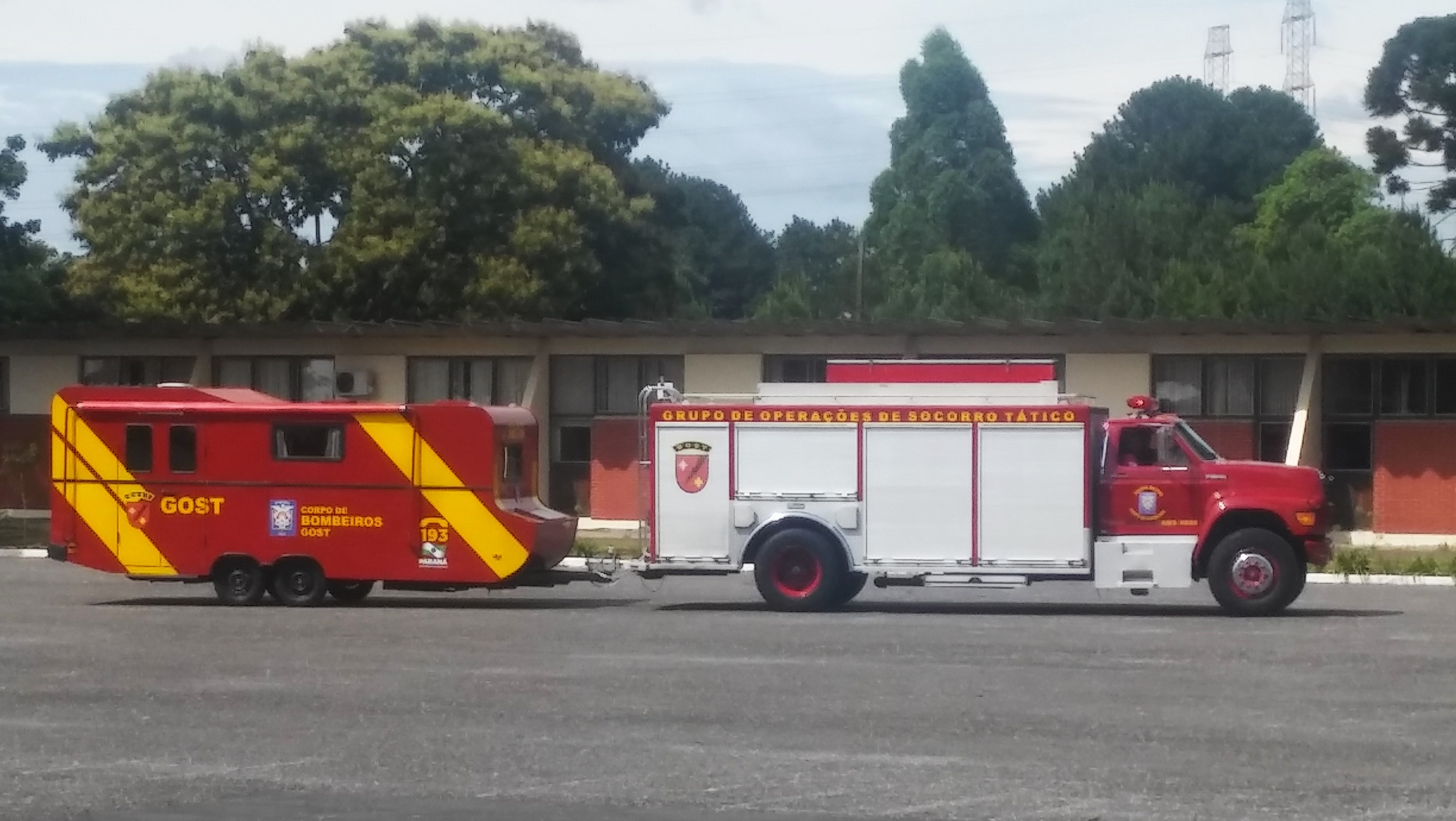

## Cinoterapia
A cinoterapia é uma terapia realizada com o auxílio de cães. A cinoterapia é muito utilizada como terapia para crianças com problemas psicológicos, problemas de relacionamento social ou afetividade (por exemplo, autismo)  ou distúrbios de aprendizagem. Os profissionais das áreas de saúde e educação, como fisioterapeutas, psicólogos, psiquiatras, terapeutas ocupacionais e pedagogos, utilizam o cão como reforçador, estimulador e facilitador da reabilitação e reeducação global do paciente. A diferença da cinoterapia em relação à equoterapia é o tipo de estímulo dado ao paciente. «O tratamento com cavalos baseia-se nos estímulos da movimentação pélvica dos pacientes, com o andar dos cavalos, e no equilíbrio para se manter em cima do animal. Já com os cães tentamos fazer com que as crianças e os idosos realizem os movimentos que haviam sido perdidos». 
A atividade de cinoterapia é desenvolvida pelo GOST desde 2014, em conjunto com a Associação Paranaense de Apoio à Criança com Neoplasia (APACN). 

## O Cão Lost
Lost foi o primeiro cão capacitado para missões de busca e resgate de vítimas em estruturas colapsadas, do Corpo de Bombeiros do Paraná.
Lost nasceu em 13 de novembro de 2006 e logo passou a ser treinado pelo Cabo Ângelo Marcos Rocha de Souza. Em 2007 ambos participaram do Curso de Busca, Resgate e Salvamento com Cães, em Brasília.
Evento que serviu de base para a criação de doutrinas e procedimentos no Corpo de Bombeiros do Paraná; participando de vários cursos de formação, tanto de praças quanto de oficiais. Ambos também serviram na Força Nacional, atuando em diversos estados brasileiros. Uma das missões mais importantes foi em Cocal, Piauí, quando houve o rompimento da Barragem de Algodões, em 2009; na qual a dupla conseguiu encontrar muitas vítimas em meio a escombros.
Após servir a comunidade por dez anos, Lost foi aposentado e passou a viver na casa do cabo Ângelo. Contudo continuou atuando como mascote de um programa social do GOST, no atendimento de crianças em tratamento de câncer.
Lost faleceu em 09 novembro de 2016, e recebeu as honras e o carinho de todos os integrantes do grupo em que atuou; tendo sido, cerimonialmente, cremado no município de Pinhais.